# Wake Me Up!
《Wake Me Up!》，是日本女子樂團SPEED的第4張單曲。1997年8月6日發行。
MV在菲律賓的薄荷島拍攝。標題曲《Wake Me Up!》被樂敦製藥的作為廣告歌使用。
最高在Oricon週榜第2位，總銷量達89萬張，獲得日本唱片業協會白金唱片認證。

## 收錄曲目
1. Wake Me Up!
2. 熱帶夜
3. Wake Me Up!（Instrumental）
4. 熱帶夜（Instrumental）